# Svetlana Shikshina
Svetlana Valeryevna Shikshina (in russo Светлана Валерьевна Шикшина?; 7 marzo 1980) è una giocatrice professionista di Go russa, una delle sole quattro donne occidentali ad aver raggiunto lo status di professionista; ha raggiunto questo obiettivo nel 2002, ed è affiliata alla Hanguk Kiwon (la federazione professionistica coreana).

## Biografia
Svetlana Shikshina ha iniziato a giocare a go all'età di 10 anni: è stata allenata da suo padre Valery Shikshin, che ha anche allenato alcuni dei migliori giocatori russi - Alexandre Dinerchtein, Andrei Kulkov e Ilya Shikshin (che è il fratello di Svetlana e un professionista 4 dan europeo).
Shikshina è stata campionessa russa femminile dal 1994 al 1996; nel 1996 ha vinto il Campionato Europeo Femminile. Nel 1997 è arrivata terza al mondiale femminile.
Nel 1997, Svetlana si è trasferita in Corea del Sud per studiare a livello professionistico. Nel 2002 è stata promossa professionista 1 dan. Nel 2008 è stata promossa 3 dan.
Nel 2001 e nel 2011 è arrivata prima con la squadra russa al campionato europeo a squadre.
Nel 2004 ha vinto la Ing Cup europea ed è stata selezionata come rappresentante europea alla diciassettesima edizione della Fujistsu Cup.
Nel 2006 ha vinto il campionato europeo assoluto (precedendo il connazionale Alexandre Dinerchtein) ed è arrivata prima allo European Masters Tournament.
Nel 2007 è stata la rappresentante europea alla ventunesima edizione della Fujitsu Cup.
Dal 2012 al 2016 ha vinto il primo premio allo European Pair Go Championship.
Nel 2005, ha fondato un torneo annuale per bambini, la Svetlana Shikshina Cup .